# Municipio de Jefferson (condado de McCook)
El municipio de Jefferson (en inglés: Jefferson Township) es un municipio ubicado en el condado de McCook en el estado estadounidense de Dakota del Sur. En el año 2010 tenía una población de 92 habitantes y una densidad poblacional de 0,99 personas por km².

## Geografía
El municipio de Jefferson se encuentra ubicado en las coordenadas 43°38′8″N 97°32′12″O / 43.63556, -97.53667. Según la Oficina del Censo de los Estados Unidos, el municipio tiene una superficie total de 92.62 km², de la cual 91,8 km² corresponden a tierra firme y (0,88 %) 0,82 km² es agua.

## Demografía
Según el censo de 2010, había 92 personas residiendo en el municipio de Jefferson. La densidad de población era de 0,99 hab./km². De los 92 habitantes, el municipio de Jefferson estaba compuesto por el 94,57 % blancos, el 4,35 % eran afroamericanos, el 1,09 % eran de otras razas. Del total de la población el 1,09 % eran hispanos o latinos de cualquier raza.